# Xã Fordham, Quận Clark, South Dakota
Xã Fordham (tiếng Anh: Fordham Township) là một xã thuộc quận Clark, tiểu bang Nam Dakota, Hoa Kỳ. Năm 2010, dân số của xã này là 111 người.